# Indonesia en los Juegos Olímpicos de Melbourne 1956
Indonesia estuvo representada en los Juegos Olímpicos de Melbourne 1956 por un total de 22 deportistas, 20 hombres y 2 mujeres, que compitieron en 6 deportes.
El equipo olímpico indonesio no obtuvo ninguna medalla en estos Juegos.